# Вайганг, Хорст
Хорст Вайганг (нем. Horst Weigang; 30 сентября 1940, Белява, Силезия — 6 сентября 2024) — немецкий футболист, вратарь. Выступал в Оберлиге ГДР за «Локомотив Лейпциг» и «Рот-Вайсс Эрфурт». Сыграл 12 матчей за сборную ГДР.

## Биография
Хорст Вайганг начал свою футбольную карьеру в 1951 году в команде Лейпцигского медицинского центра, где играл до перехода в «Локомотив Лейпциг» в 1954 году. Помимо занятий футболом, он получил специальность слесаря на «Deutsche Reichsbahn». Первые три года карьеры он играл в «Локомотиве». 1961/62 сезон он провёл в «Рот-Вайсс Эрфурт», прежде чем вернулся в Лейпциг. Там он играл до 1967 года, в том числе в период реорганизации клуба. В 1965 году он был признан футболистом года в ГДР. В 1967 году он снова переехал в Эрфурт, где до 1973 года играл за «Рот-Вайсс». В общей сложности он сыграл 234 матча в чемпионате за клубы Эрфурта и Лейпцига. В 1971/72 сезоне он сыграл 10 матчей во второй лиге ГДР за «Рот-Вайсс». В составе «Локомотив Лейпциг» он сыграл 16 матчей в еврокубках.
Международная карьера Вайганга началась в марте 1958 года в юношеской сборной. С ней он сыграл в общей сложности девять матчей. После шести матчей за молодёжную сборную и одного матча в ГДР В он дебютировал в первой сборной 21 ноября 1962 года в Берлине. Соперником была Чехословакия, ГДР победила со счётом 2:1. До 1967 года он сыграл в общей сложности 12 матчей за сборную ГДР. Его главным достижением стала бронзовая медаль с объединённой немецкой командой на Олимпийских играх 1964 года в Токио. Он сыграл в матче предварительного раунда против Мексики вместо первого вратаря Юргена Хайнша.
После окончания игровой карьеры Хорст Вайганг работал в тренерском штабе «Рот-Вайсс Эрфурт». В дальнейшем он тренировал «Веймар», «Айзенах», «Арнштадт» (1980/81), «Ваккер Гота» и «Пост Эрфурт». Кроме того, Хорст Вайганг преподавал гражданское право и работал на бывшем химическом заводе Эрфурта в районе Рудислебен.
Его дочь, Бирте Вайганг, была успешной пловчихой и завоевала золотую медаль на Олимпийских играх 1988 года в Сеуле в комбинированной эстафете 4×100 м. Его сын Свен Вайганг также был вратарём и играл за «Шталь Риза» в Оберлиге ГДР и за «Блау-Вайсс 1890» во Второй Бундеслиге.
С 2000 года Хорст и Свен Вайганги работали в футбольной школе Клайнмахнова.
Умер 6 сентября 2024 года в возрасте 83 лет.